# 恰里夫內 (敖德薩州)
47°31′29″N 30°37′20″E / 47.52472°N 30.62222°E
恰里夫內（烏克蘭語：Чарівне）是位於烏克蘭西南部的村莊，由敖德萨州贝雷济夫卡区的米科萊夫卡市鎮負責管轄。該村始建於1918年，面積0.39平方公里，海拔高度146米，2001年人口45，人口密度每平方公里115.38人。